# Neosprucea montana
Neosprucea montana är en videväxtart som beskrevs av José Cuatrecasas. Neosprucea montana ingår i släktet Neosprucea och familjen videväxter. Inga underarter finns listade i Catalogue of Life.